# Calameuta
Genre
Calameuta est un genre d'insectes de l'ordre des hyménoptères, de la famille des Cephidae.

## Liste des espèces
Selon BioLib (7 juin 2020) :
- Calameuta antigae (Konow, 1894)
- Calameuta filiformis (Eversmann, 1847)
- Calameuta filum (Gussakovskij, 1935)
- Calameuta haemorrhoidalis (Fabricius, 1781)
- Calameuta idolon (Rossi, 1794)
- Calameuta moreana (Pic, 1916)
- Calameuta pallipes (Klug, 1803)
- Calameuta punctata (Klug, 1803)
- Calameuta pygmaea (Poda, 1761)